# Paestum (cuadro)
Paestum es una pintura sobre tela hecha por Baldomero Galofré 1889, y que se conserva actualmente en la Biblioteca Museo Víctor Balaguer con el número de registro 2082. Ingresó el 26 de octubre de 1892 proveniente de la colección privada del propio pintor. 

## Descripción
Representa un paisaje de Paestum (en la provincia de Salerno) con rocas y vegetación, arbustos y flores a la derecha y una pequeña explanada en la parte izquierda. Al fondo, el cielo se ve lleno de nubes. 

## Inscripción
En el cuadro se puede leer la inscripción B. GALOFRE.